# Brusel centrální nádraží
Brusel centrální nádraží (francouzsky Bruxelles-Central, nizozemsky Brussel-Centraal) je hlavní železniční stanicí v belgickém hlavním městě Bruselu. Nádraží obslouží 180 000 cestujících za den a 55 milionů za rok.
Nádraží leží v centru Bruselu, mezi dalšími důležitými železničními stanicemi – severním nádražím (Bruxelles-Nord / Brussel-Noord) a jižním nádražím (Bruxelles-Midi / Brussel-Zuid).
Stanice má tři nástupiště a šest kolejí, které jsou umístěny v podzemí. Nástupiště byla vystavěna v oblouku. Hlavní vchod (z ulice Boulevard de l'Impératrice / Keizerinlaan) a prodejny jízdenek jsou v přízemí.

## Historie
Centrální nádraží je nejnovější v dějinách bruselského železničního uzlu. Jeho vznik byl navržen již před druhou světovou válkou ve snaze vybudovat hlavní stanici přímo v centru belgické metropole.
Stanice byla navržena Viktorem Hortou a Maximem Brunfautem a otevřena v roce 1952 jako součást severojižního železničního spojení. Nádraží bylo budováno hned po druhé světové válce. Po smrti Victora Horty se Brunfaut, jemuž byl projekt výstavby nádraží svěřen, rozhodl změnit podobu centrální haly. Navrhl také luxusní salonky pro oficiální návštěvy.
Stanice byla otevřena dne 4. října 1952. První oficiální návštěvou, která v témže roce přicestovala do Bruselu přes nové nádraží byla nizozemská královna.
Železniční stanice je také spojena tunelem pro pěší s bruselským metrem. Stanice metra se jmenuje Gare Centrale / Centraal Station. Tunel byl vybudován v roce 1980. V letech 2005–2009 bylo nádraží rekonstruováno.

## Události
Na této železniční stanici byl zavražděn 12. dubna 2006 Joe Van Holsbeeck.
Dne 20. června 2017 došlo na nádraží k výbuchu. a policie následně nádraží evakuovala spolu s náměstím Grand Place, které se nachází v blízké vzdálenosti.